# Кристоф Мекел
Кристоф Мекел (на немски: Christoph Meckel) е германски поет, белетрист и график.

## Биография и творчество
Роден е на 12 юни 1935 г. в Берлин, но прекарва детството си във Фрайбург/Брайзгау и през 1944 г. преживява бомбардировките на града по време на Втората световна война. Следва живопис в художествените академии на Фрайбург, Мюнхен и Париж. Предприема продължителни пътувания из Гърция, Скандинавия, Италия, Франция, Африка и Америка (Мексико).
Своя лирически талант утвърждава още с първата си стихосбирка „Шапка-невидимка“  (1956), издаваща стилистично сродство с лириката на Гюнтер Айх и Карл Кролов. Както в графическите си цикли, така и в поезията си, особено в „Хотел за лунатици“ (1958), „Сирени в мъглата“ (1959) и „Пустоши“ (1962) Мекел изразява своето фантастично-приказно и в същото време апокалиптично светоусещане, пресъздадено с по детски гротескна и сюрреалистична образност. И следващите му поетически книги „Да пеем приживе“ (1967), „В мастилото“ (или: „Загазили сме“) (1968), „Баладите на Томас Балкан“ (1969), „Песни от бунището“ (1972), „Кого засяга“ (1974), „Любовни стихове“ (1977), „Киселина“ (1979), „Сутерен“ (1984), до стихосбирките от по-късните години – подборката „Сто стихотворения“ (1988), „Зъби“ (2000), „Кръв в обувката“ (2001), „Почти без смърт в сянката на дърветата“ (2003) и „Душата на ножа“ (2006) – са озарени от силния дух на героична резигнация.
Поетът се установява да живее трайно в Берлин и Южна Франция.

## Изложби
- Christoph Meckel, Radierungen, Holzschnitte, Zeichnungen, Graphik-Zyklen, Bücher, München 1965
- Christoph Meckel, Handzeichnungen, Radierungen, Bücher, München 1971
- The graphic work of Christoph Meckel, Austin, Tex. 1973
- Christoph Meckel, Bilder, Graphik, Hamburg 1976
- Christoph Meckel & Christopher Middleton, Bilderbücher 1968/1978, Berlin 1979
- Christoph Meckel, Zeichnungen, Radierungen, Reutlingen 1984
- Christoph Meckel, Bilder, Bücher, Bilderbücher, Bamberg 1986
- Christoph Meckel, Zeichnungen, Bilder, Radierungen, Freiburg i. Br. 1987
- Christoph Meckel, Zeichnungen und Graphik, Bergisch Gladbach 1987
- Christoph Meckel, Frankfurt am Main, 1988
- Christoph Meckel, Radierungen, Freiburg i. Br. 1990
- Christoph Meckel, Manuskriptbilder 1962 – 1992, Freiburg i. Br. 1992
- Christoph Meckel, Neue Zeichnungen und Grafik, Saarbrücken 1997
- Christoph Meckel, Beginn eines Sommers, Troisdorf 2001
- Christoph Meckel, Passage – Ein Zyklus der „Weltkomödie“, Leipzig 2006
- Bilder eines Dichters. Christioph Meckel, Kloster Cismar 2010

## Награди и отличия
- 1959: „Награда Имерман“
- 1961: „Награда Юлиус Кампе“
- 1962: Förderungspreis des Niedersächsischen Kunstpreises
- 1962/1963: Stipendium des Bundesverband der Deutschen Industrie in Rom
- 1963: Stipendium der Deutsche Akademie Rom Villa Massimo
- 1966: Preis der Jungen Generation zum Berliner Kunstpreis
- 1974: Reinhold-Schneider-Preis
- 1978: Rainer-Maria-Rilke-Preis für Lyrik
- 1981: „Бременската литературна награда“
- 1981: „Награда Ернст Майстер за поезия“
- 1982: „Награда Георг Тракл за поезия“
- 1993: „Каселска литературна награда“ за гротесков хумор
- 1998: Kester-Haeusler-Ehrengabe der Deutschen Schillerstiftung von 1859
- 2003: „Награда Йозеф Брайтбах“, zusammen mit Herta Müller und Harald Weinrich
- 2005: Schiller-Ring der Deutschen Schillerstiftung
- 2006: International Literary Award Novi Sad (Serbien)
- 2012: „Награда Райнер Малковски“ (поделена)
- 2016: „Награда Хьолти“
- 2018: „Висбаденска награда за поезия „Орфил““
- 2018: „Награда Йохан Петер Хебел“

Поетът става гост-професор в различни американски университети. Член е на Немската академия за език и литература в Дармщат.